# Valtellina Casera
Il Valtellina Casera è un formaggio a denominazione di origine protetta (DOP) che ha ottenuto il riconoscimento in sede europea con il regolamento (CE) n. 1263/1996. È un formaggio semigrasso, a pasta semicotta e semidura, prodotto lavorando il latte vaccino proveniente esclusivamente dagli allevamenti della provincia di Sondrio che viene parzialmente scremato prima di essere lavorato nei caseifici locali. Il sapore del Valtellina Casera giovane si sposa con il grano saraceno per dar vita ai piatti della tradizione valtellinese, i pizzoccheri e gli sciatt. Con il prolungarsi della stagionatura, il sapore si fa più ricco con note di frutta secca e profumi di foraggi affienati

## Storia
Le sue origini risalgono al 1500 quando nelle latterie turnarie e sociali di paese diffuse nel territorio della provincia di Sondrio più allevatori univano il loro latte per effettuare una lavorazione collettiva costituendo una forma di risparmio e dando inizio alla produzione di un formaggio semigrasso che sarebbe poi diventato il Valtellina Casera DOP. Questo formaggio, un tempo prodotto solo d'inverno e in primavera è attualmente prodotto nell'intero arco dell'anno. 
Il sistema stagionale di allevamento adottato sin dall'antichità nelle regioni alpine, prevedeva  in base all'andamento stagionale, il progressivo spostamento del bestiame dai prati di fondovalle, che venivano sfruttati nella stagione fredda con l'utilizzo delle scorte di fieno, verso i pascoli d'alta quota.
Queste modalità hanno dato origine alla produzione alternata di diversi tipi di formaggio: 
un formaggio grasso d'alpe dell'estate e in inverno un formaggio semigrasso di latteria.
Nel dialetto valtellinese il termine casèra indica la latteria dove si lavorano i formaggi e il burro, oltre che la cantina dove i formaggi vengono lasciati a stagionare.
Tradizionalmente il latte della sera era messo a riposare in locali freschi e scremato il mattino successivo. Il latte della mungitura mattutina veniva poi aggiunto, intero, a quello più magro della sera e insieme venivano trasformati in Valtellina Casera. In questo modo era possibile produrre al contempo un formaggio relativamente ricco e un alimento estremamente pregiato come il burro, per lo più destinato alla vendita come il formaggio grasso, per ricavare il denaro necessario all'acquisto di prodotti altrimenti non disponibili.

## Zona di produzione
Il Valtellina Casera è prodotto con latte vaccino proveniente dagli allevamenti della provincia di Sondrio che viene lavorato nei caseifici dislocati sul territorio.

## Processo di produzione
L'alimentazione delle bovine da cui deriva il latte deve essere costituita prevalentemente da foraggio proveniente dall'area di produzione.
Il latte di due o più mungiture viene parzialmente scremato (per affioramento o con centrifuga) prima di essere sottoposto a coagulazione, ottenuta con l'uso di caglio di vitello. La rottura del coagulo avviene fino a quando i grumi hanno la grandezza di chicchi di mais e la successiva cottura ad una temperatura compresa tra i 40 e i 45 °C. Una volta estratta, la pasta viene posta nelle apposite fascere marchianti che riportano, ripetuta più volte, la scritta Valtellina Casera preceduta da una forma di formaggio stilizzata.
Seguono la salatura (a secco o in salamoia) e la stagionatura che avviene nelle tradizionali “casere” o in adeguate strutture (ad una temperatura di 6-13 °C e umidità relativa non inferiore all'80%) e che si protrae per almeno 70 giorni.

## Caratteristiche principali
- forma cilindrica, regolare, con facce piane di diametro tra 30-45 centimetri
- scalzo diritto di 8-10 centimetri di altezza
- peso 7-12 chili
- pasta di media consistenza, elastica, con occhiatura sparsa e tendenzialmente fine, di colore variabile dal bianco al giallo paglierino secondo il periodo di produzione e della stagionatura, crosta sottile ma consistente, sapore dolce, delicato con una nota di frutta secca, diventa più intenso con il procedere della stagionatura
- grasso sulla sostanza secca non inferiore al 34%
- umidità media a 70 giorni pari al 41%

## Identificazione
Esiste un duplice sistema di marchiatura a garanzia del consumatore:
1. la marchiatura all'origine: apposta in bassorilievo dal produttore mediante fascera marchiante che riporta, oltre alla scritta “Valtellina Casera”, il numero identificativo del produttore, il bollo CE del caseificio e la data di produzione (giorno e mese o settimana e anno)

1. la marchiatura di qualità: viene apposta a fuoco dal Consorzio di Tutela solo sulle forme che risultano conformi al disciplinare e che hanno almeno 70 giorni; tale marchio rappresenta figurativamente una forma di formaggio stilizzata da cui una “V” aperta separa uno spicchio che rappresenta la caratteristica fetta di formaggio.

Entrambi i marchi sono sullo scalzo della forma. Sulle forme intere può essere apposto, su una delle due facce, un disco cartaceo. Le forme sono successivamente inserite nel circuito commerciale. Il prodotto è commercializzato in forme intere o a porzioni, fresco o stagionato.

## Denominazione di Origine Protetta
Il Valtellina Casera è stato riconosciuto denominazione d'origine con il Decreto Ministeriale del 19 aprile 1995 e DOP in sede europea con il regolamento (CE) n. 1263/1996. 
Alla tutela del Valtellina Casera DOP provvede un Consorzio che rappresenta anche il Bitto DOP.
Il Consorzio di Tutela dei Formaggi Valtellina Casera e Bitto (C.T.C.B.) è stato fondato nell'ottobre 1995 per difendere l'unicità dei formaggi DOP tutelandoli da qualsiasi imitazione e per promuoverli sul mercato nazionale e internazionale
Il Consorzio, inoltre, assicura ai produttori assistenza tecnica ed esercita un'attenta vigilanza sulla produzione e il commercio dei formaggi a marchio DOP della Valtellina, garantendo ai consumatori la qualità e la  provenienza.

## Volumi
La produzione di Valtellina Casera nel 2022 è stata di 14.891 quintali. Il fatturato generato dalle vendite nello stesso anno è stato di 21,5 milioni di euro.

## Valori nutrizionali
- Valori nutrizionali  medi per 100 grammi
- Energia 373 Kcal
- Proteine 28,5%
- Carboidrati 0,9%
- Grasso sul tal quale 28,3%
- Vitamina A 731 UI/100 g
- Calcio 924 mg/100 g